# سابير فورتس

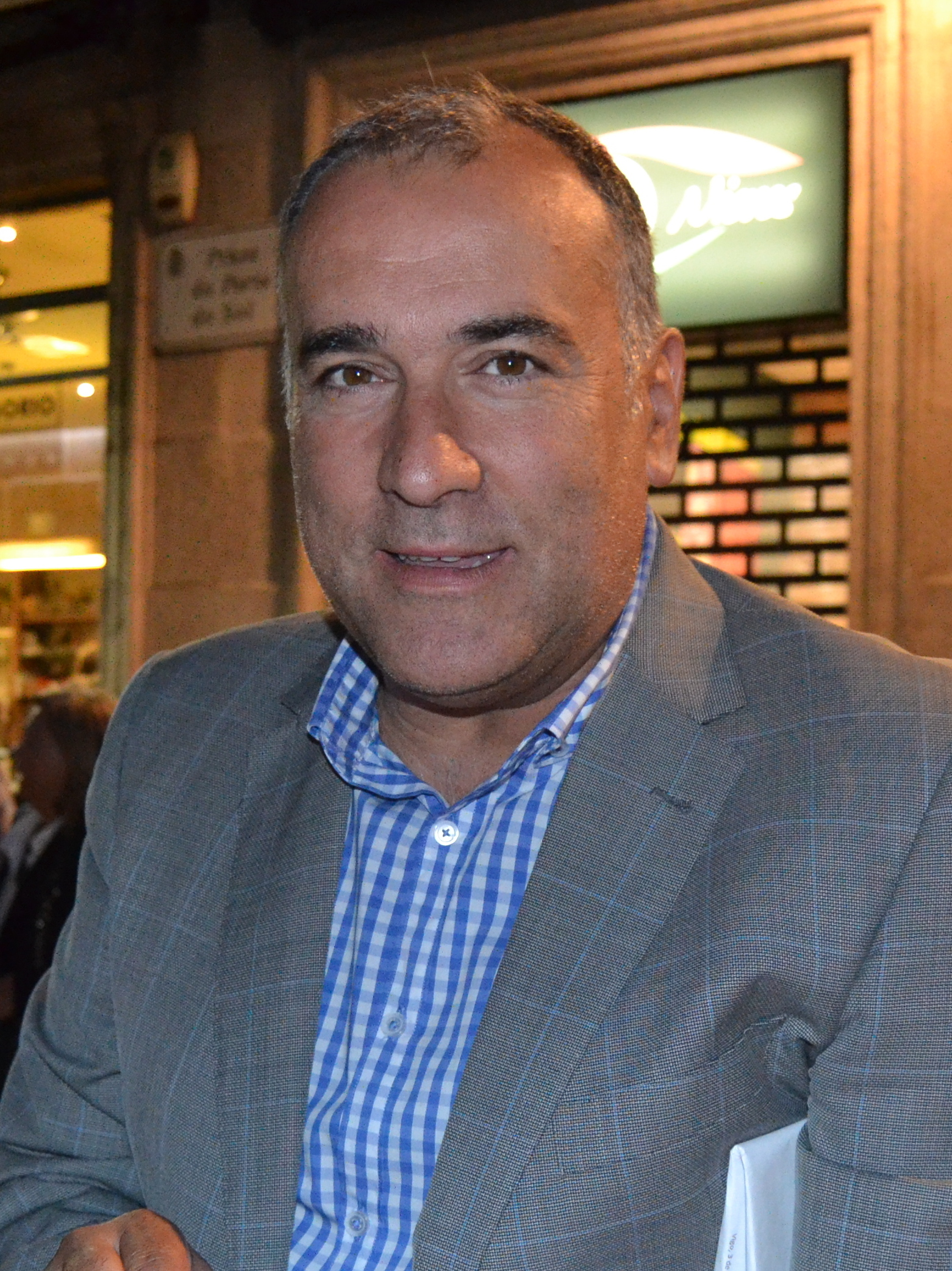

سابير فورتس لوبيز هو صحفى اسباني من مواليد 7 فبراير 1966 يعمل مقدم للبرامج في قناة RTVE الاسبانية

## السيرة الذاتية
درس علوم المعلومات من جامعة كومبلوتنسي بمدريد، وفي عام 1988 قام بأول عمل صحفي له في الإذاعة الوطنية الإسبانية في فيغو، في عام 1990 انضم للتليفزيون الاسباني في غاليسيا، في يوليو 2023، قدم المناظرة الانتخابية على RTVE  في إطار الانتخابات العامة 2023 في إسبانيا.